# Cappuccino (bevanda)
Il cappuccino è una bevanda di origine italiana composta da caffè preparato col metodo espresso e latte montato a vapore.

## Storia ed etimologia
Il nome si riferiva, in passato, tendenzialmente alla somiglianza con il color marrone del saio dei frati minori cappuccini. Le sue origini, infatti, sono strettamente correlate alla diffusione dello stesso caffè in Europa e, in particolare, nell'Impero austriaco del XVII-XVIII secolo.
Sebbene sia più corretto chiamare la bevanda di allora del semplice caffellatte, non è dato sapere come siano andate realmente le cose. Pare che già un certo Johannes Theodat, titolare di una delle prime caffetterie viennesi, avesse già sperimentato nuove miscele di bevande al caffè. Un'altra ipotesi infatti, riconduce l'invenzione a un altro caffettiere, Franciszek Jerzy Kulczycki, il quale nel 1685, sempre a Vienna, si impossessò di ingenti quantità di caffè abbandonate dai musulmani e, per renderlo più dolce, lo corresse con latte e miele; sempre secondo la leggenda, lo stesso vi avrebbe anche intinto una variante del kipferl, un dolce risalente al XIII secolo e antenato del croissant, e la cui forma ricorda una mezzaluna, quindi in segno di sprezzo per gli Ottomani invasori.
Nel corso del XVIII secolo, il cosiddetto kapuziner si arricchì di nuovi aromi, spezie e panna montata in cima, diffondendosi soprattutto in Friuli-Venezia Giulia e in tutto l'Impero austro-ungarico. Alla fine dello stesso secolo, la moda del cappuccino si era concentrata soprattutto sulla preparazione manuale della schiuma da latte in cima; ma fu solo all'inizio del XX secolo, con l'introduzione sul mercato delle prime macchine da caffè espresso, che la bevanda cominciò a prendere l'attuale forma, grazie alla preparazione della schiuma da latte attraverso il beccuccio a vapore.

## Preparazione

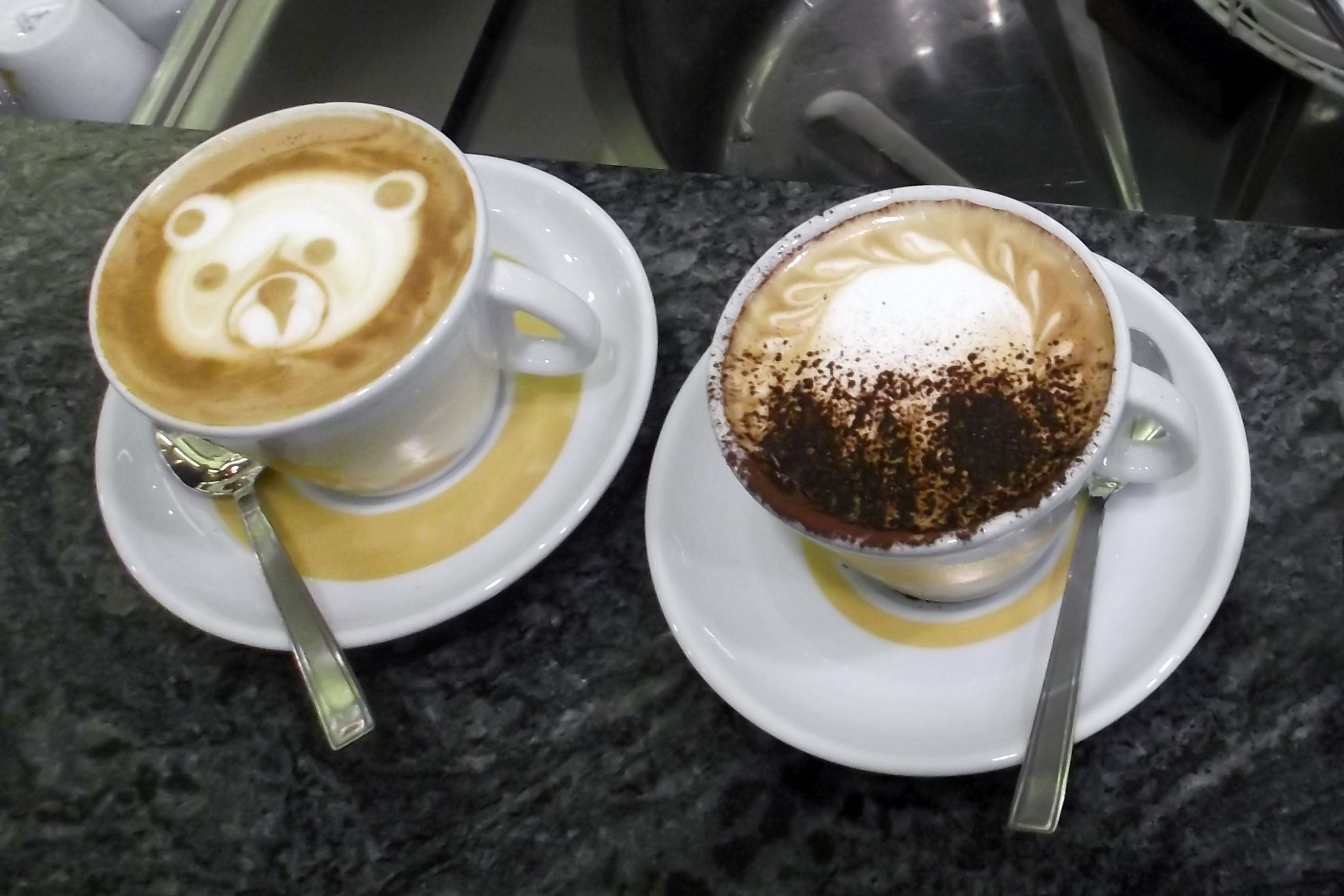
Due cappuccini; quello a sinistra è guarnito con un disegno artistico, mentre quello a destra con una spolverata di cacao.

In Italia, solitamente viene bevuto zuccherato, spesso accompagnato da cornetti, croissant o altri prodotti da forno o di pasticceria. Il cappuccino di solito è composto da circa 125 mL di latte e 25 mL di caffè. La schiuma – o meglio, crema – viene normalmente preparata con il beccuccio del vapore, ma può essere ottenuta anche per mezzo di strumenti chiamati montalatte; deve essere di bell'aspetto, densa, non ariosa e in quantità pari a circa un terzo della tazza da cappuccino. Il "disciplinare" del cappuccino stabilisce che lo stesso debba presentarsi con una prevalenza di caffè affiorante in superficie o almeno con un cerchio scuro a contatto delle pareti della tazza; tuttavia in alcuni luoghi e addirittura in intere regioni si è affermata una versione della bevanda con superficie completamente bianca formata dalla schiuma di latte, cui a rigore non spetterebbe il nome cappuccino. Da qualche tempo, per rifinire, si aggiunge una eventuale spolverata di cacao o di cannella in polvere.
Esistono molte varianti nel mondo. In Italia le principali versioni sono cappuccino scuro e cappuccino chiaro, in base alla quantità di caffè normale o ridotta. Ultimamente ad accrescere l'estetica del cappuccino ci sono le moderne tecniche dell'art coffee o latte art, con le quali è possibile decorarlo tramite disegni fatti con il bricchetto del latte o strumenti manuali.

## Varianti
Il babyccino è un cappuccino senza caffè che può essere all'occorrenza insaporito con altri ingredienti tra cui polvere di cacao, cioccolato, cannella e marshmallow. Alcuni sostengono che questa bevanda, diffusa nei Paesi anglosassoni, abbia avuto origine nel Nord America, mentre altri asseriscono risalga ai primi anni 2000. La parola babyccino è comparsa per la prima volta nei dizionari di lingua australiana nel 2016.